# Palazzo dei Conti di Maceda
Il Palazzo dei Conti di Maceda, o Casa del Barone a Pontevedra, in Spagna, è un palazzo galiziano di origine rinascimentale risalente al 16 ° secolo. Attualmente è un hotel a 4 stelle appartenente alla rete dei Parador.

## Situazione
Si trova in calle Barón, nel cuore del centro storico di Pontevedra, molto vicino al Ponte del Burgo medievale.

## Storia
L'edificio era in origine una villa romana. Nel XVI secolo, l'edificio fu trasformato in un palazzo galiziano rinascimentale. Nel XVIII secolo, l'edificio è stato completamente ristrutturato dall'architetto Pedro de Monteagudo e divenne proprietà degli illustri conti di Maceda. Successivamente, la proprietà fu trasferita al Marchese de Figueroa e dell'Atalaya (conte anche di Maceda) che la riempì di oggetti d'antiquariato.
Nel XIX secolo, il palazzo conobbe un periodo di declino e le sue sale disabitate servirono da deposito di sale marino e scuola per bambini poveri. Si dice persino che l'edificio sia diventato una loggia massonica. Successivamente, fu trasformato in un luogo in cui vivevano decine di famiglie. Il barone di Casa Goda, Eduardo de Vera y Navarro, pose fine a questa decadenza, recuperando i suoi beni e restituendogli gran parte del suo antico splendore. Ecco perché il Parador di Turismo di Pontevedra si chiama Casa del Barón.
Nel XX secolo, il primo piano del palazzo divenne la sede della scuola Graduada Álvarez Limeses e il secondo piano fungeva da casa, essendo la residenza familiare dei direttori di questa scuola fino al 1950, quando il municipio di Pontevedra divenne il proprietario.
L'edificio è stato rinnovato per ospitare un hotel di lusso gestito dallo Stato spagnolo, diventando il 15 gennaio del 1955 il primo Parador Nazionale del Turismo in Galizia. Nel 1974 l'hotel ha subito un primo ampliamento e nel 2002 è stato realizzato un importante intervento di ristrutturazione del valore di 2,34 milioni di euro.

## Descrizione
All'esterno c'è un portico neoclassico all'ingresso dell'edificio. La facciata dell'edificio, ricoperta da un fregio a forme ovali, è decorata con stemmi ed è sormontata da un colonnato di quattro colonne di granito. Il palazzo ha una torre merlata aggiunta nel XVIII secolo e una terrazza in pietra. Il palazzo ha un cortile (originariamente progettato per i cavalli) e un giardino.
All'interno, c'è una maestosa scala in pietra con proporzioni sontuose, un focolare in pietra galiziana e altri elementi barocchi. Ci sono molti saloni. L'edificio è decorato con preziosi oggetti d'antiquariato e mobili classici. Abbondano arazzi, dipinti d'epoca e mobili reali.

## Curiosità
Il Parador Casa del Barón de Pontevedra, un hotel di lusso con 47 camere e, nel 2019, il suo tasso medio di occupazione annuale era del 72,75%, solo dietro il parador di Santiago de Compostela, l'Ospedale dei Re Cattolici.
Il re Filippo VI vi trascorreva la notte durante il suo soggiorno presso la Scuola militare navale spagnola.

## Galleria d'immagini

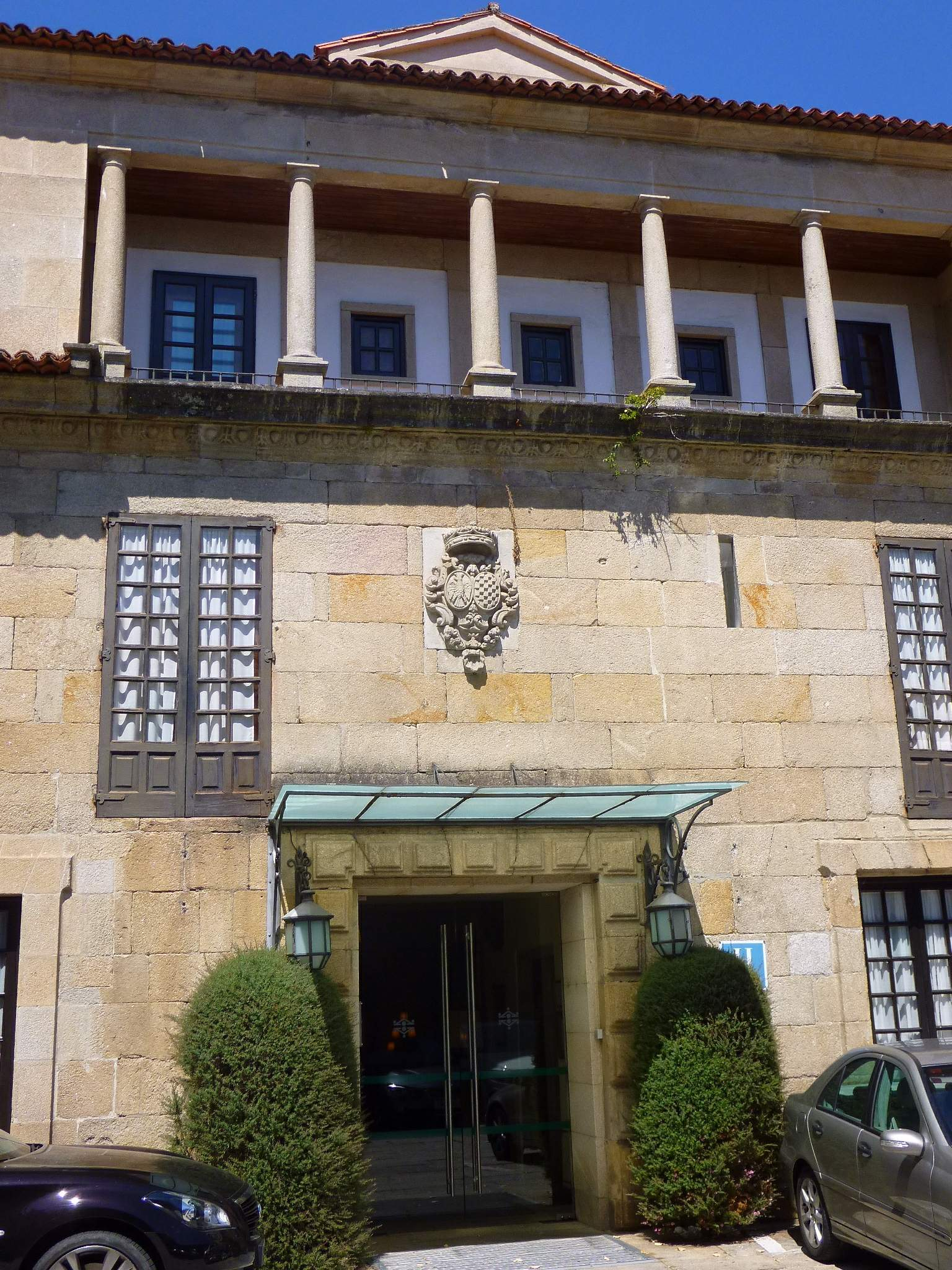
Facciata
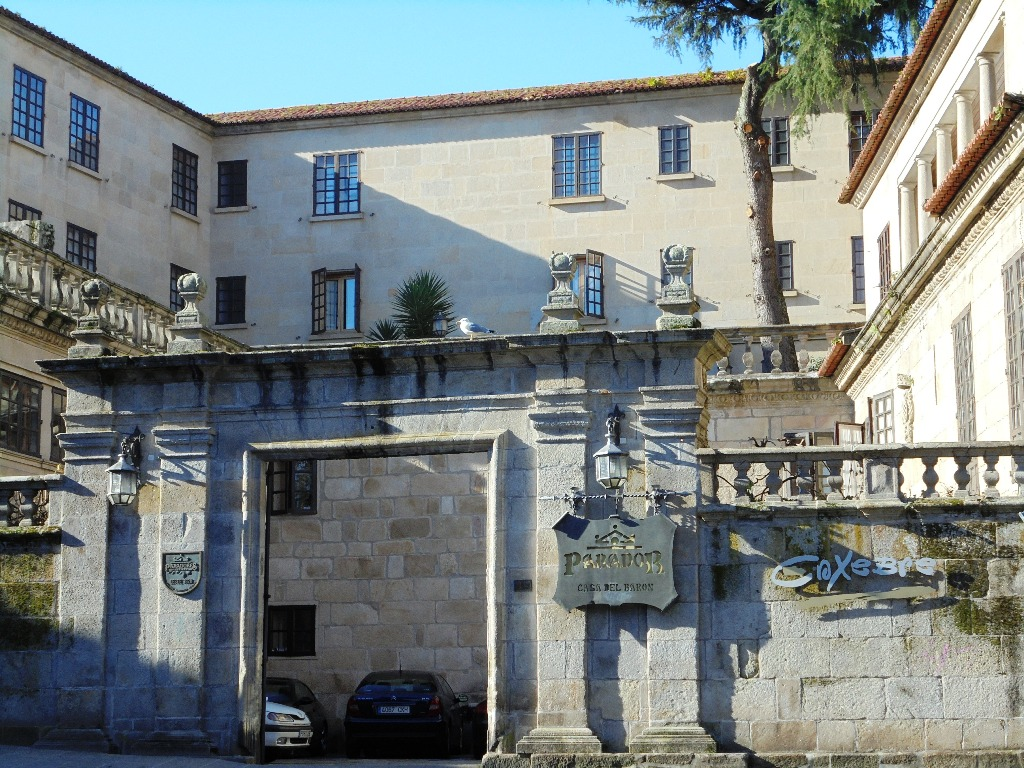
Portico
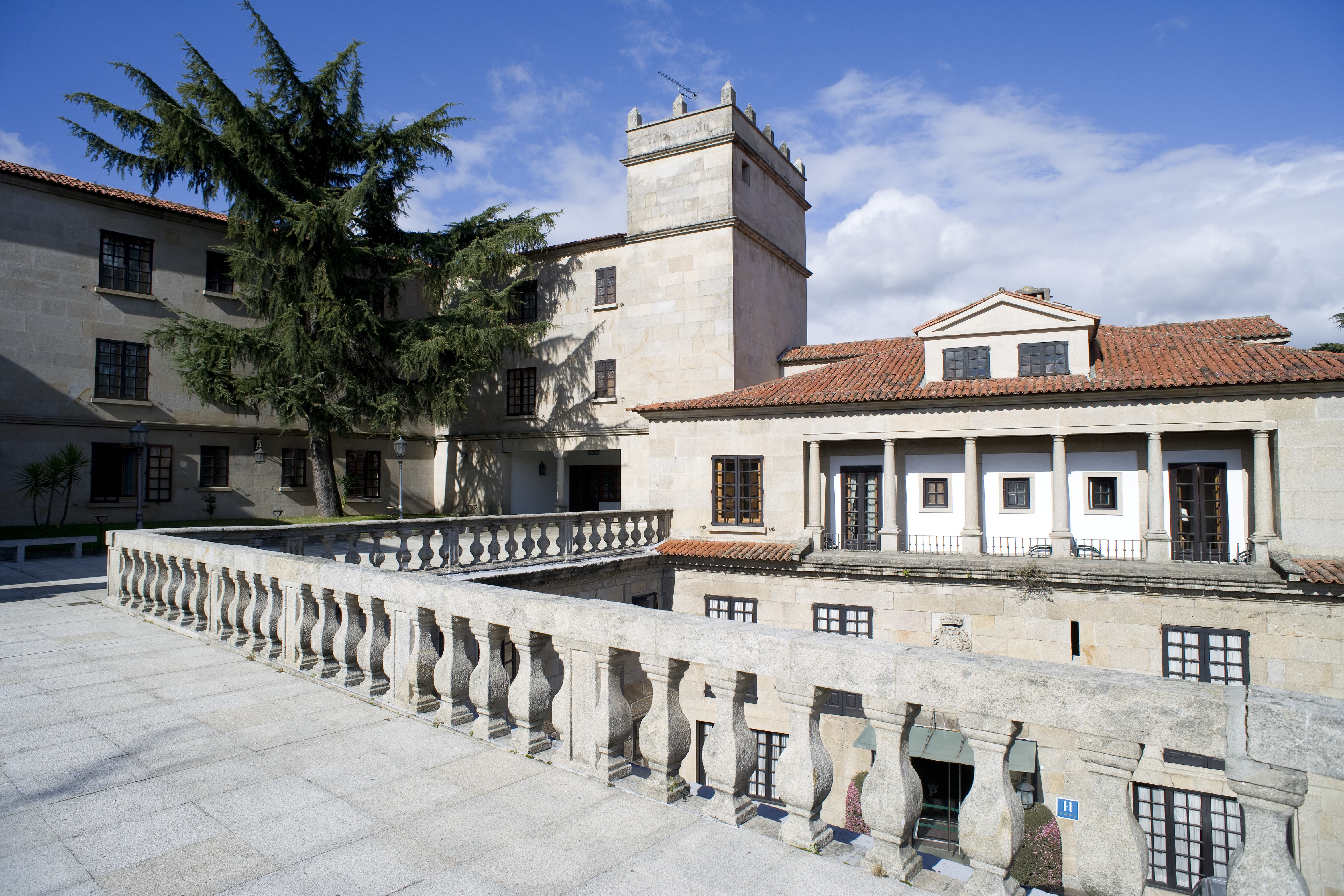
Facciata principale dalla terrazza in pietra dell'edificio
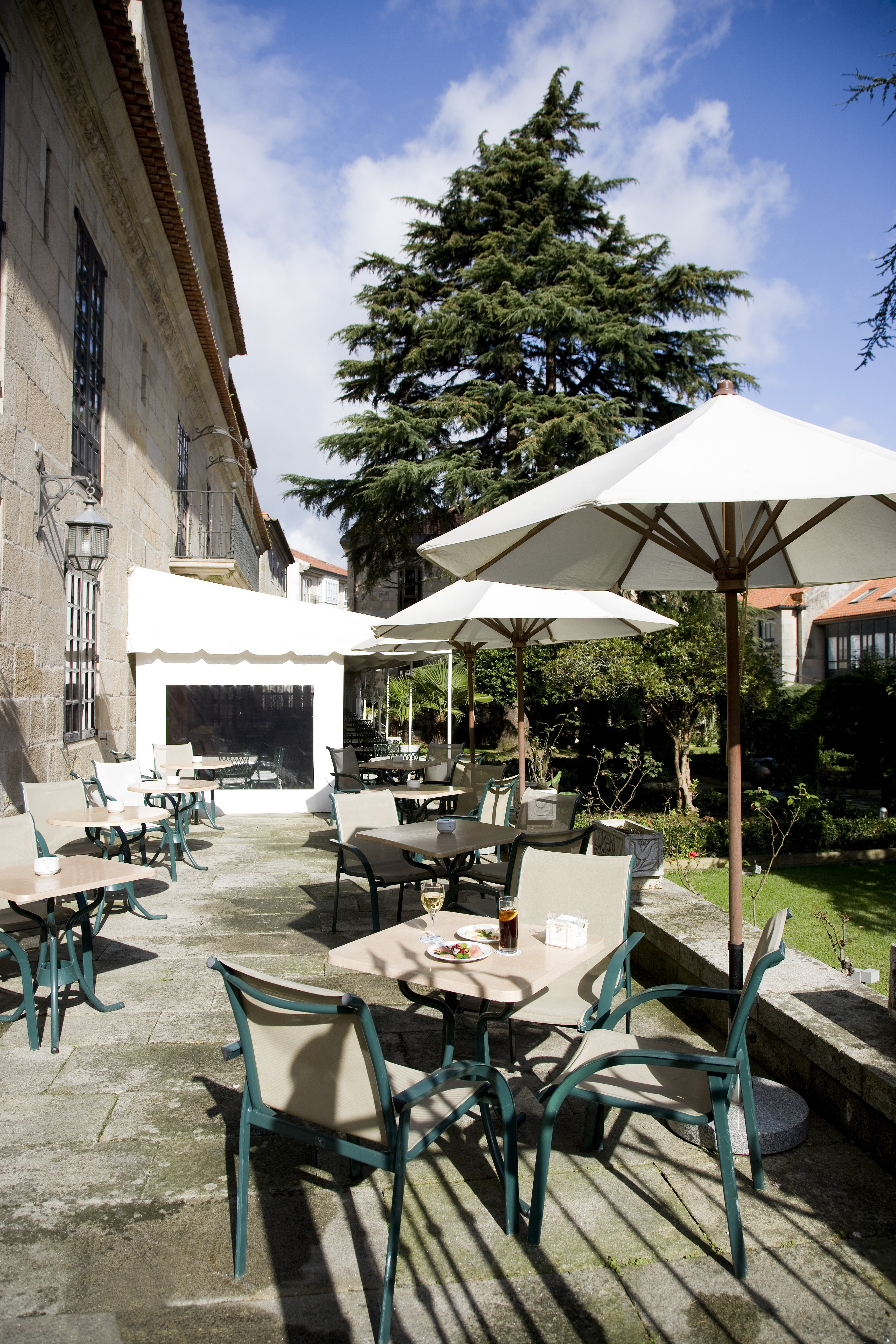
Vista parziale sui giardini
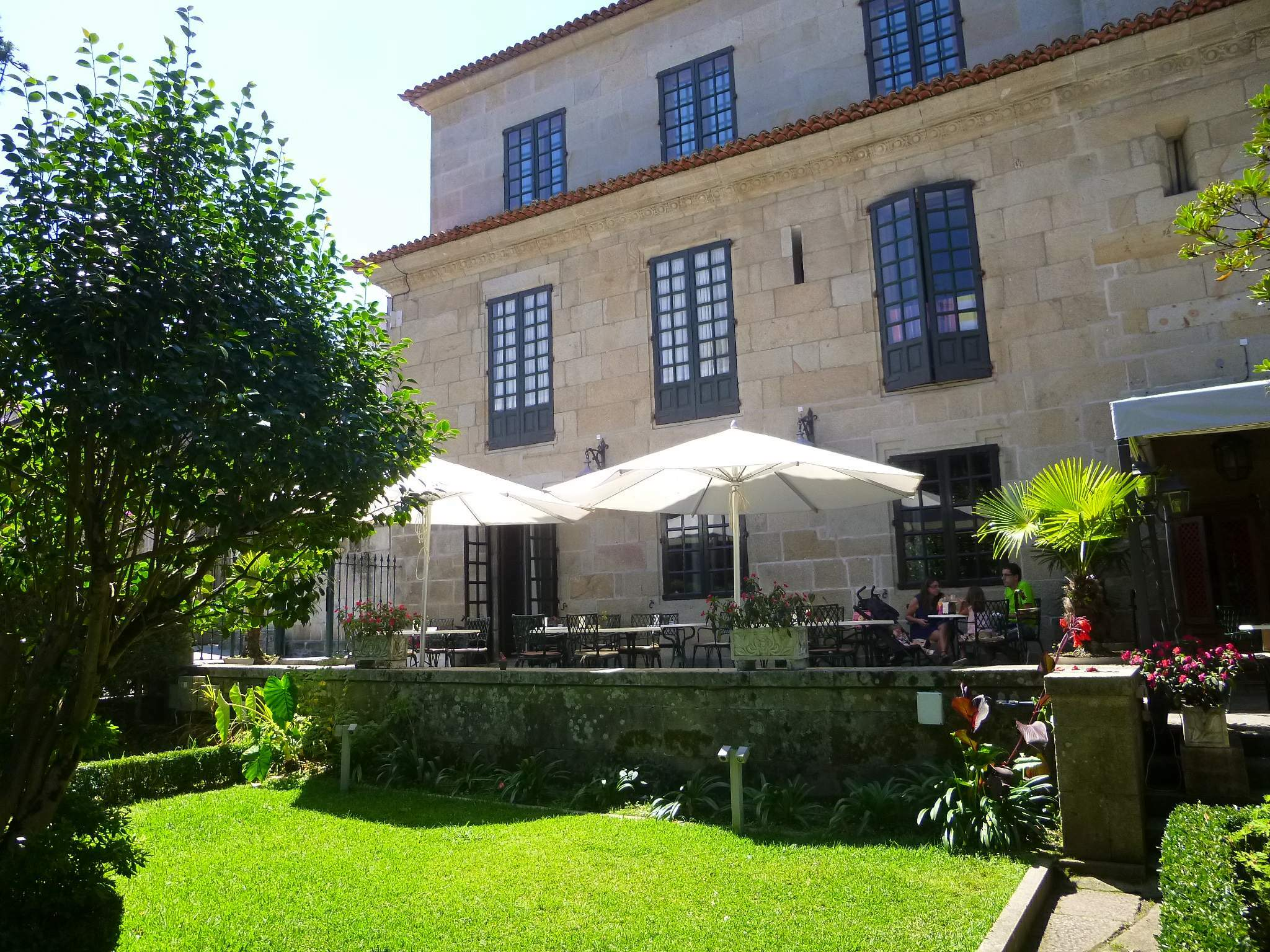
Giardino
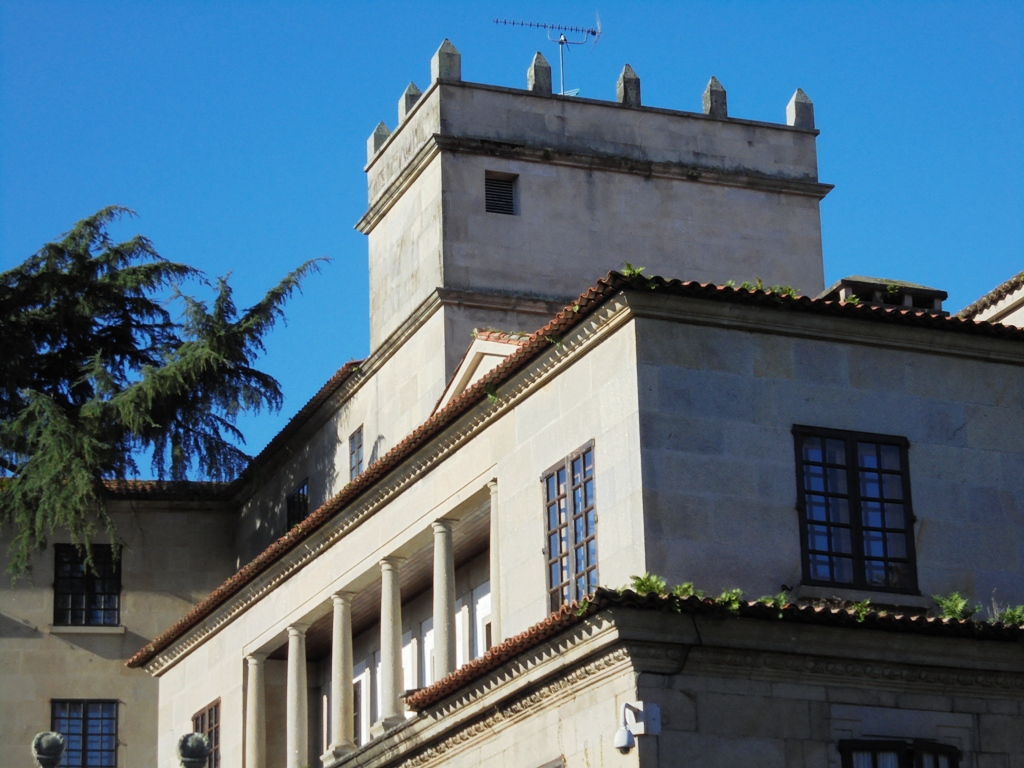
Torre merlata del XVIII secolo
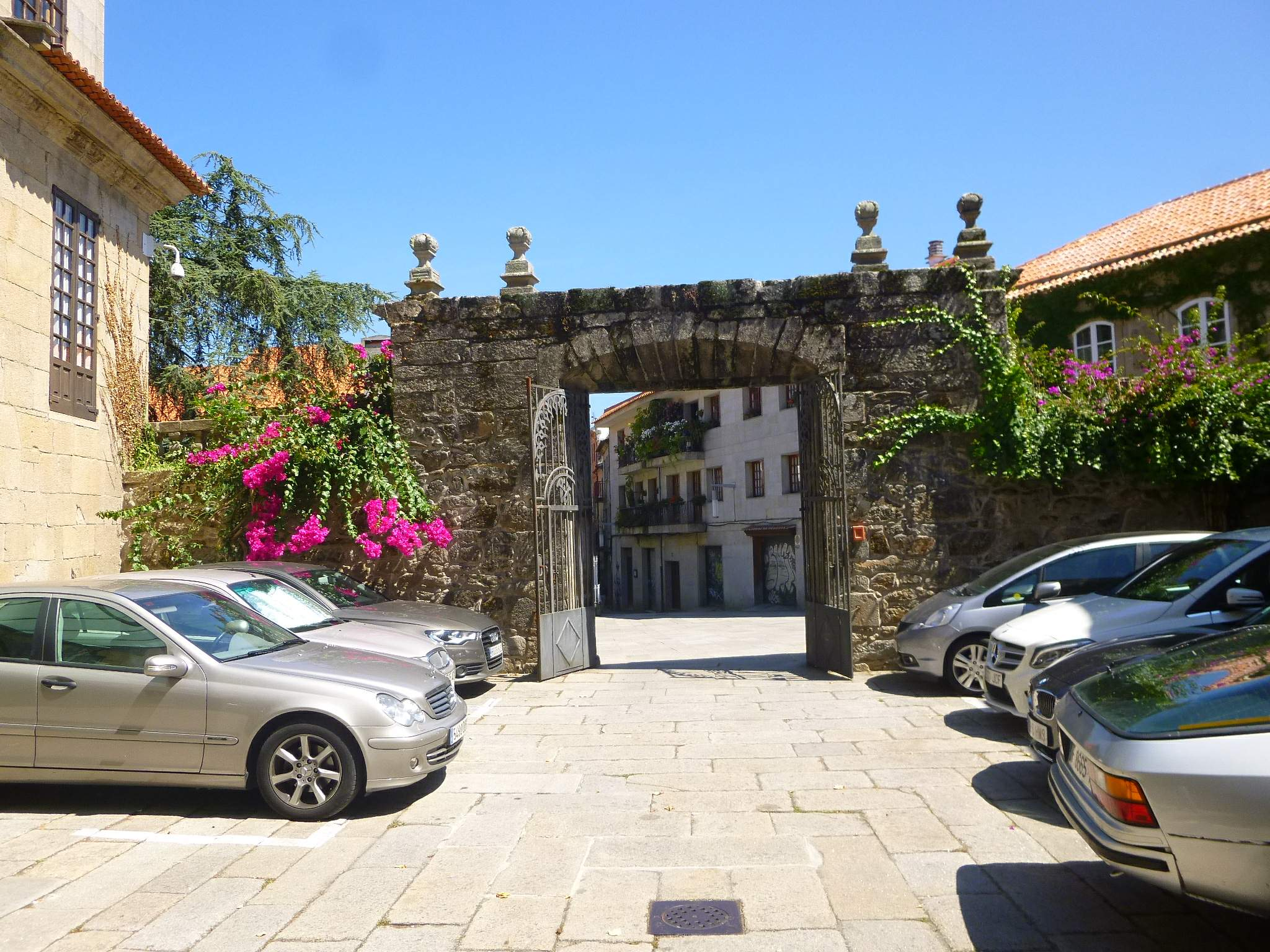
Cortile e piccolo parcheggio
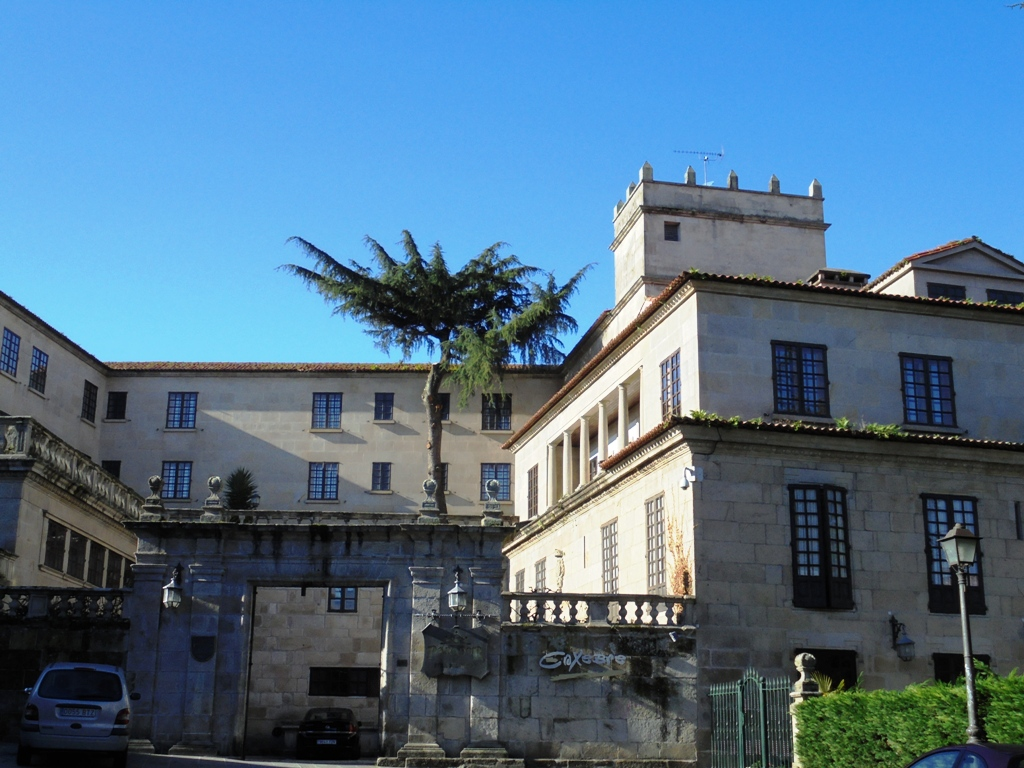
Vista cancello d'ingresso
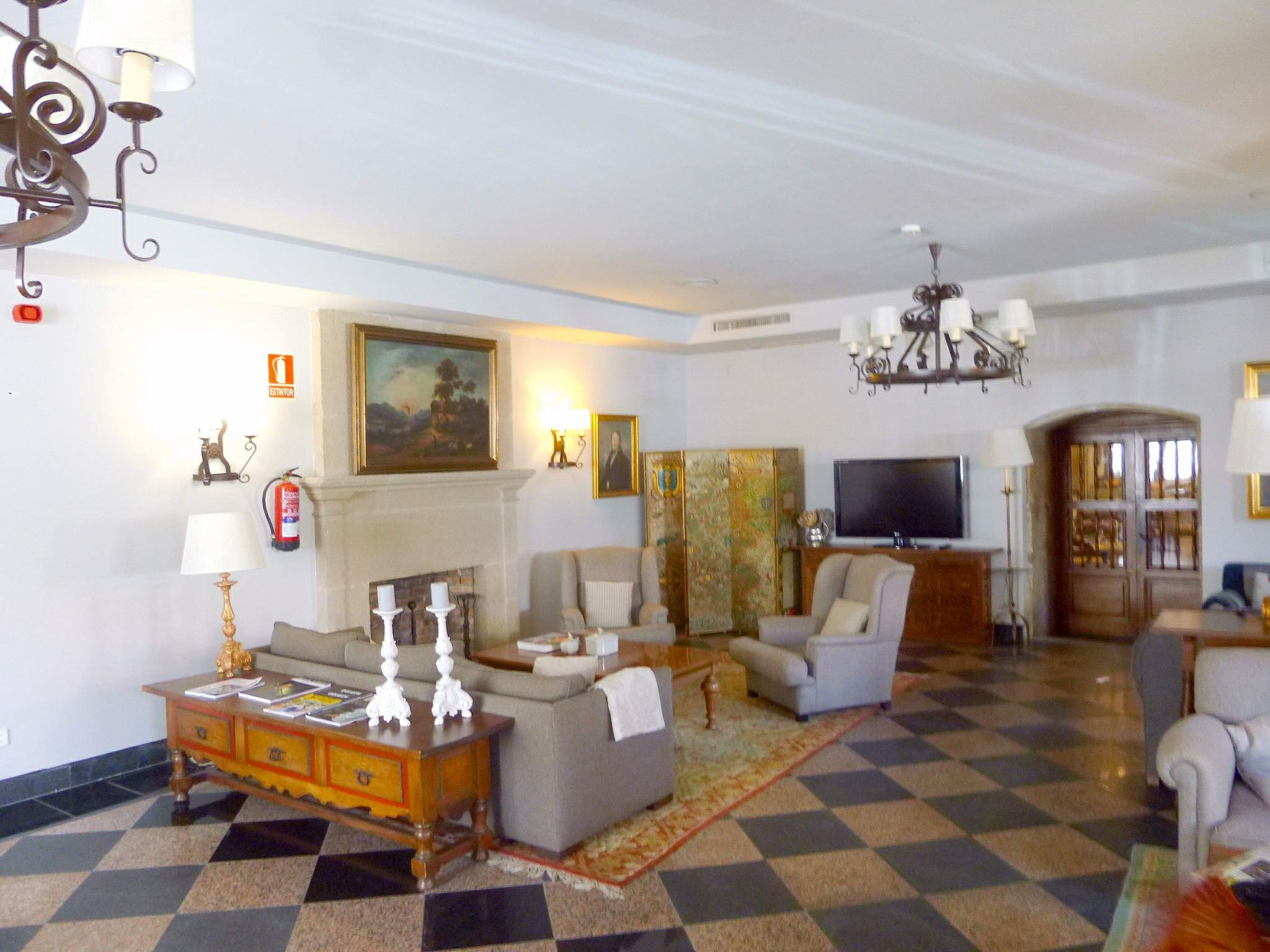
Interno
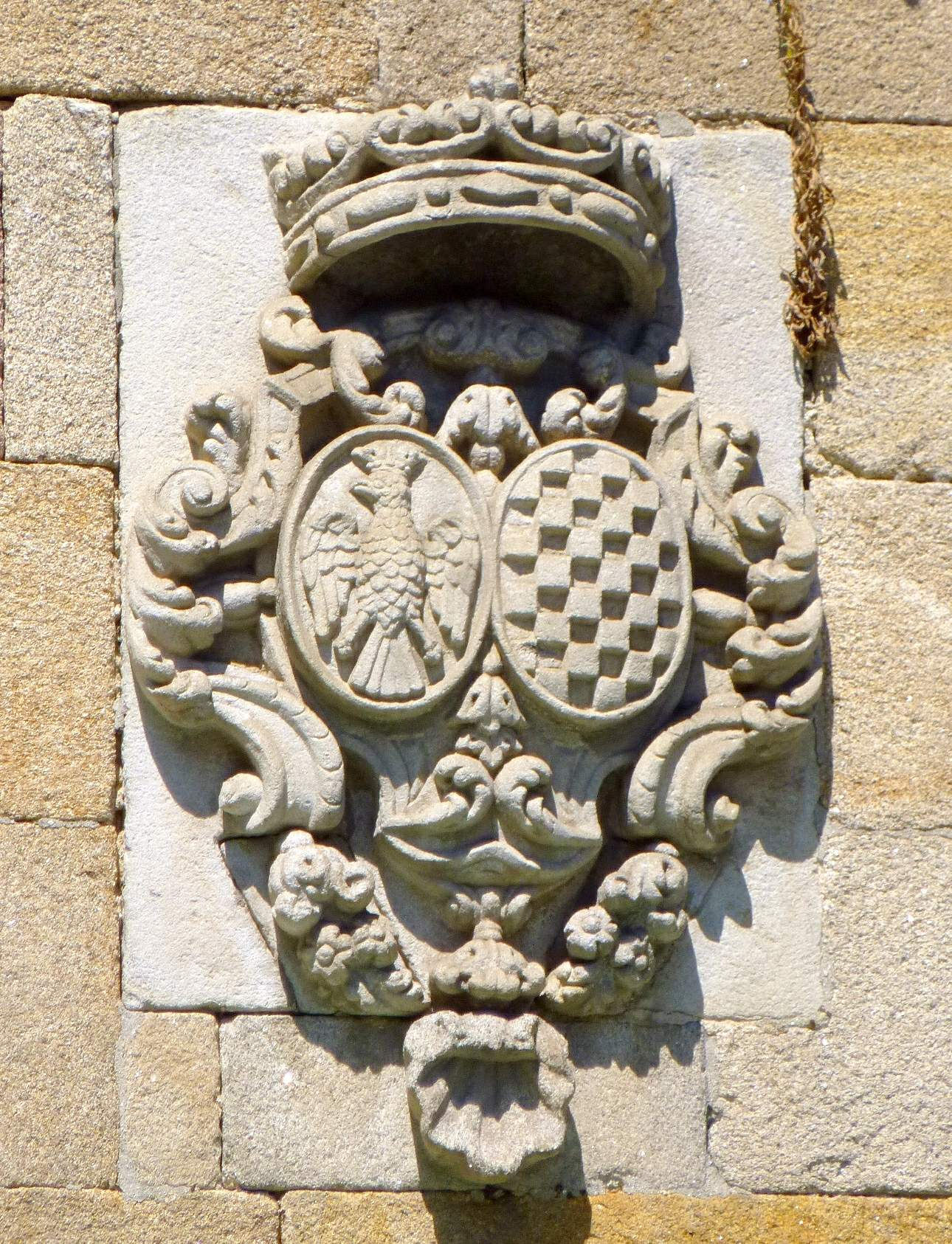
Stemma del palazzo
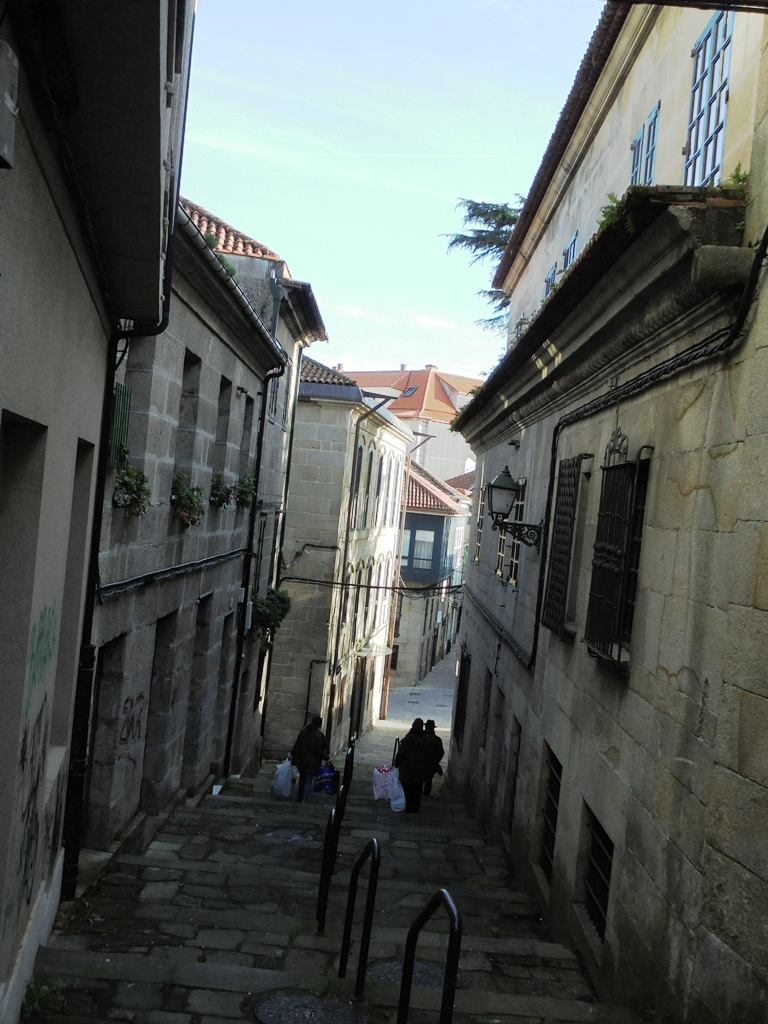
Facciata laterale della Casa del Barón
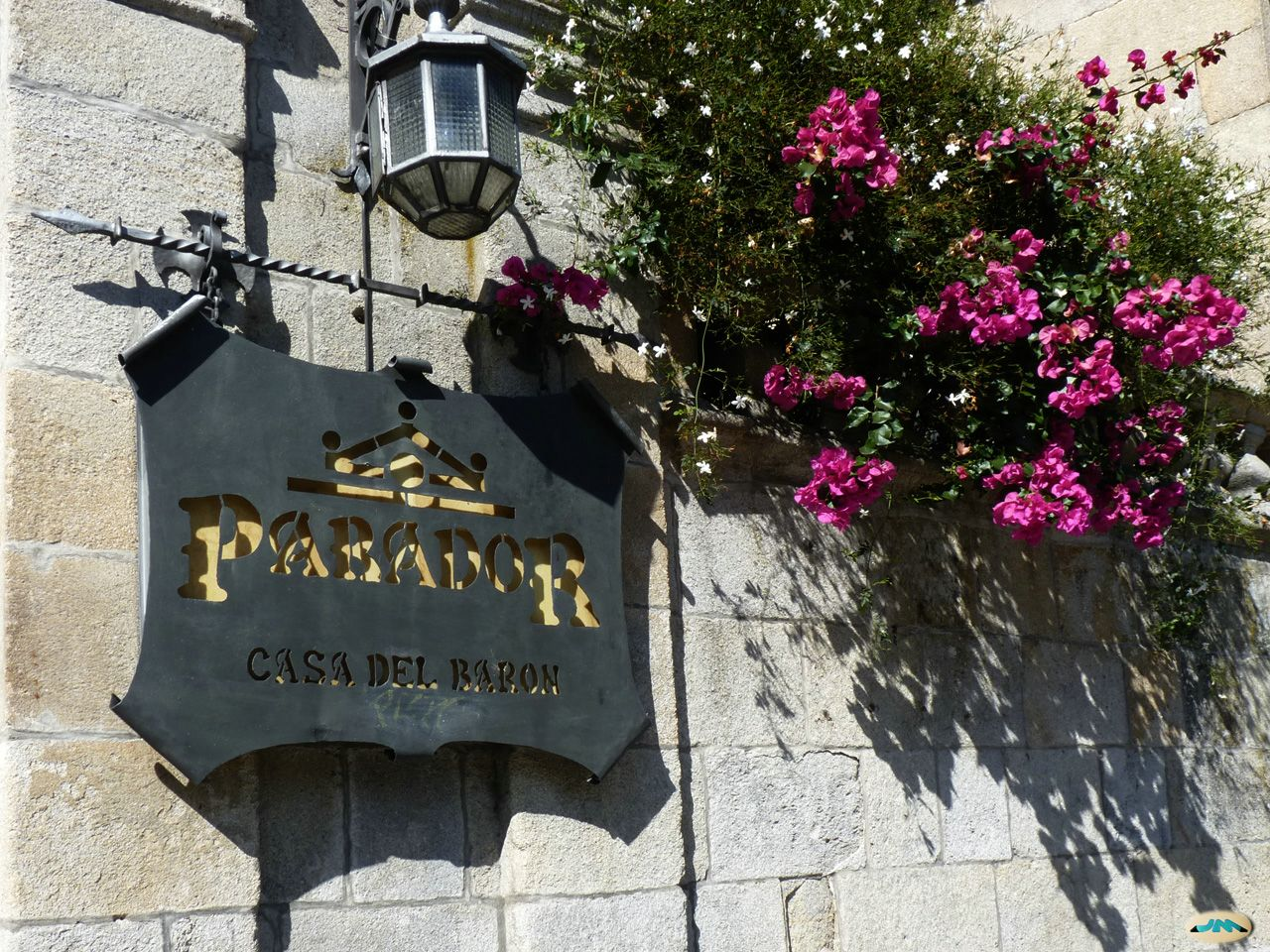
Targa del Parador
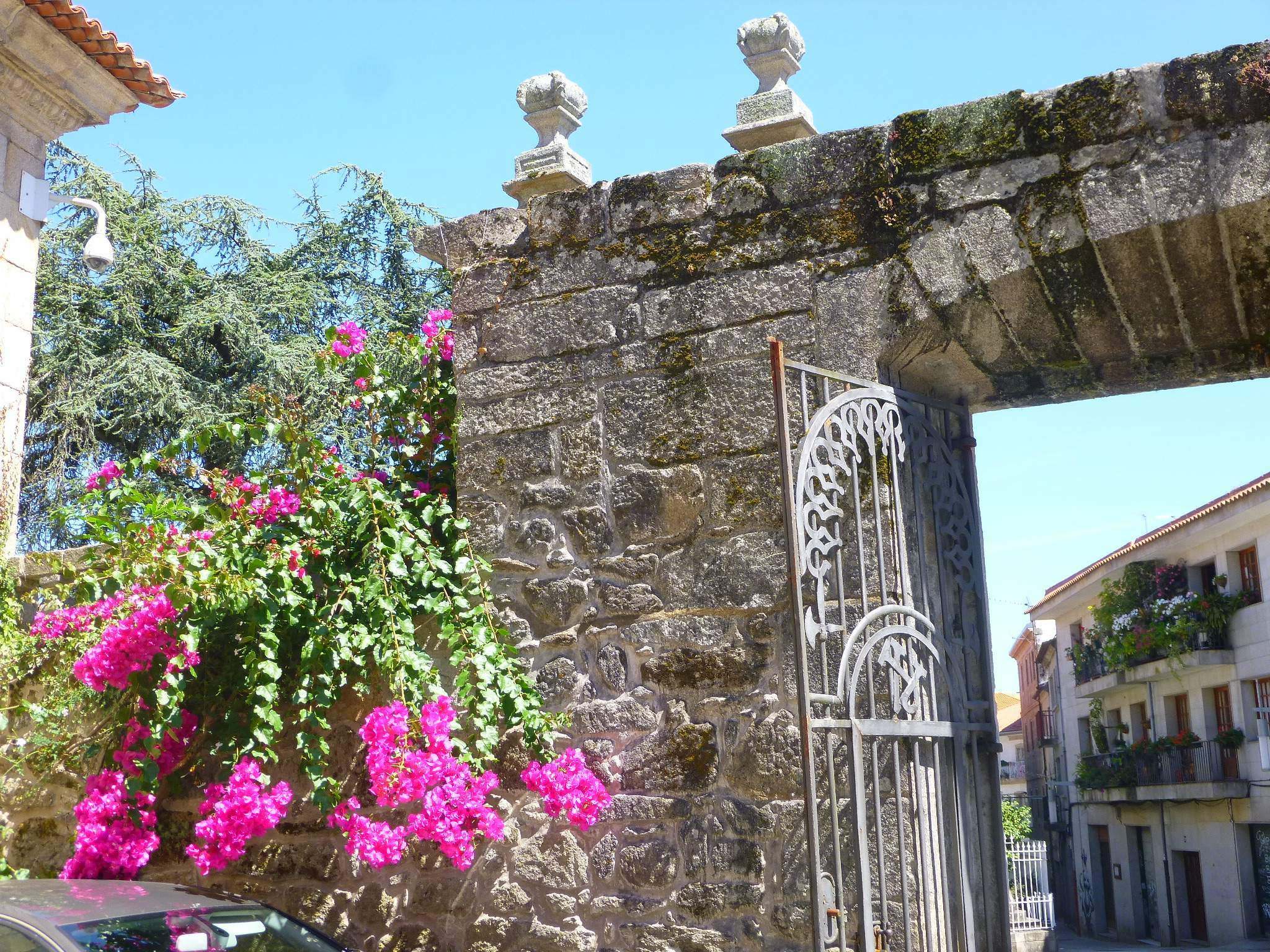
Portale interno
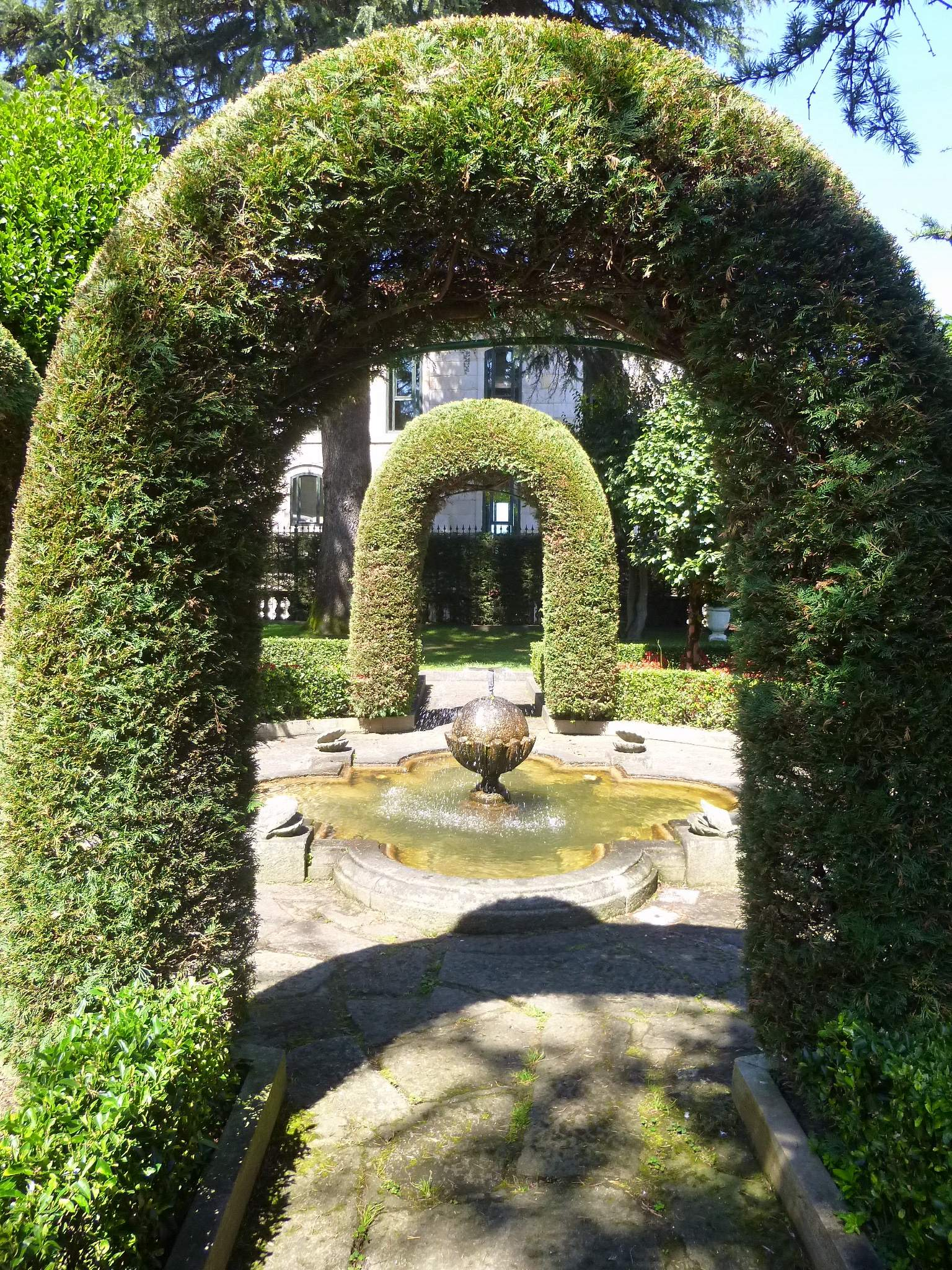
Giardini del Parador
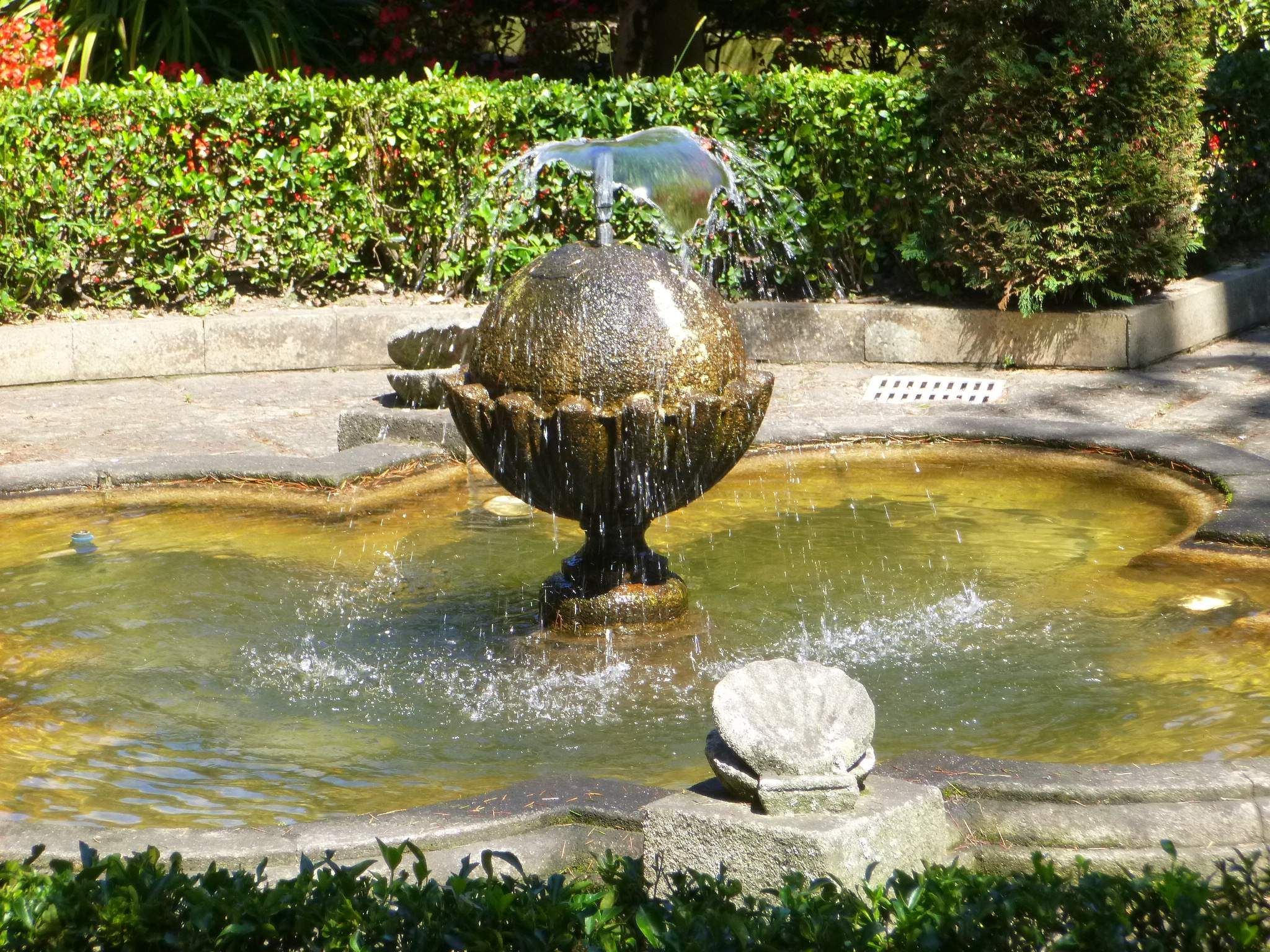
Stagno
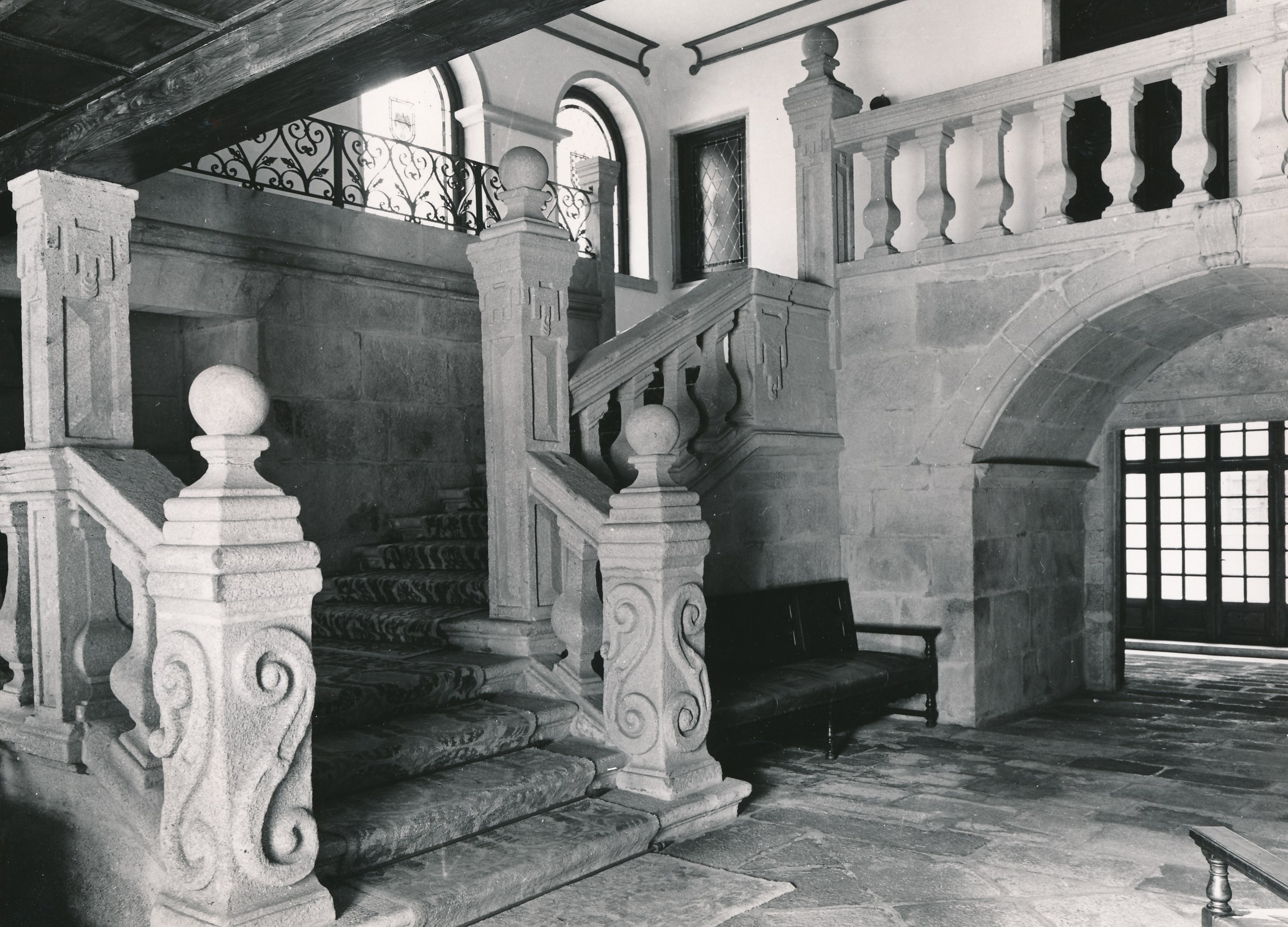
Scala interna
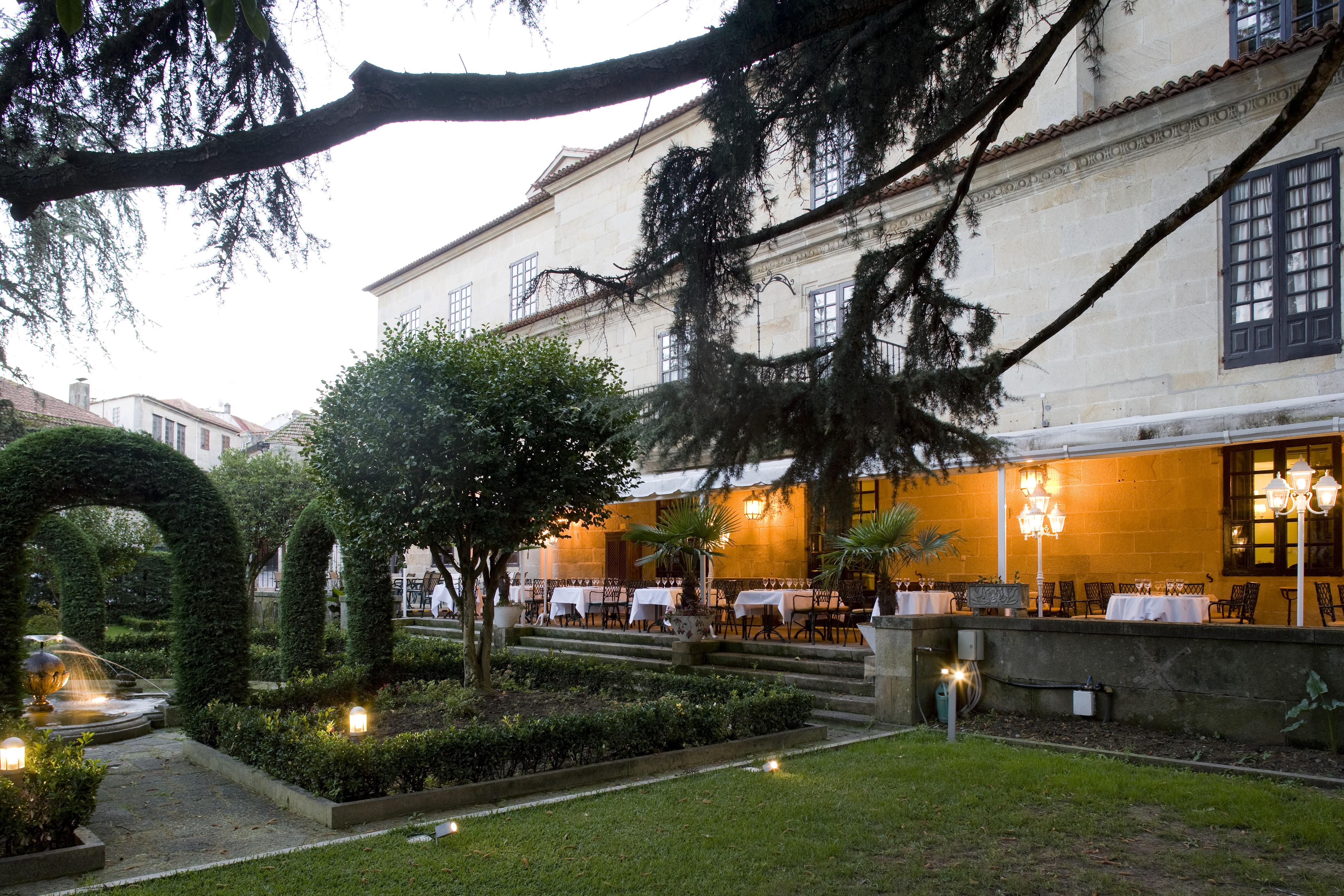
Giardino